# Akademickie mistrzostwa świata teamów w brydżu sportowym
Akademickie mistrzostwa świata teamów w brydżu sportowym (World University Team Championship) – mistrzostwa świata zespołów uniwersyteckich w brydżu sportowym. W zawodach uczestniczą narodowe zespoły Akademickie i są organizowane pod patronatem FISU (Fédération Internationale du Sport Universitaire) zgodnie z regulaminami WBF Zawody są rozgrywane (aktualnie) co 2 lata - w latach parzystych.

## Problem pierwszych zawodów
Do tytułu zawodów, które były pierwszymi akademickimi mistrzostwami świata pretendują dwie imprezy:
- rozgrywane w roku 2000, w czasie 11. Olimpiady Brydżowej w Maastricht, mistrzostwa akademickie pod auspicjami WBF.
- rozgrywane w Brugii mistrzostwa w roku 2002 pod auspicjami FISU.

W dokumentacji FISU nie ma wzmianek o mistrzostwach w Maastricht. Z kolei WBF nie uwzględnia zawodów w Brugii w dokumentacji wszystkich zawodników, którzy brali tam udział.
Niniejsza dokumentacja zawiera informacje o obu pierwszych światowych mistrzostwach akademickich - U1M (Maastricht) i U1P (Brugia).

## Podsumowanie medalowe
Poniższa tabela pokazuje zdobycze medalowe poszczególnych krajów.
Po najechaniu kursorem nad liczbę medali wyświetli się wykaz zawodów (następna tabela), na których te medale zostały zdobyte.
| Podsumowanie medalowe | Podsumowanie medalowe | Podsumowanie medalowe | Podsumowanie medalowe | Podsumowanie medalowe | Podsumowanie medalowe |
| F                     | Kraj                  | Złotych               | Srebrnych             | Brązowych             |                       |
| --------------------- | --------------------- | --------------------- | --------------------- | --------------------- | --------------------- |
| Polska                | Polska                | 3                     | 2                     | 2                     |                       |
| Czechy                | Czechy                | 1                     | 1                     |                       |                       |
| Dania                 | Dania                 | 1                     |                       | 1                     |                       |
| Holandia              | Holandia              | 1                     |                       | 1                     |                       |
| Austria               | Austria               | 1                     |                       |                       |                       |
|                       | Chiny                 | 1                     |                       |                       |                       |
| Włochy                | Włochy                | _00_02_00_Włochy      | 2                     |                       |                       |
| Francja               | Francja               | _00_01_01_Francja     | 1                     | 1                     |                       |
| Stany Zjednoczone     | USA                   | _00_01_01_USA         | 1                     | 1                     |                       |
| Belgia                | Belgia                | _00_01_00_Belgia      | 1                     |                       |                       |
| Izrael                | Izrael                | _00_00_01_Izrael      |                       | 1                     |                       |
| Norwegia              | Norwegia              | _00_00_01_Norwegia    |                       | 1                     |                       |
| Razem                 | Razem                 | 8                     | 8                     | 8                     |                       |

## Miejsca medalowe i drużyn polskich
Poniższa tabela pokazuje pozycje drużyn, które zdobyły medale na poszczególnych zawodach. Pokazano także wszystkie pozycje polskich drużyn.
| Miejsca medalowe i pozycje polskich drużyn | Miejsca medalowe i pozycje polskich drużyn             | Miejsca medalowe i pozycje polskich drużyn                                                                                  |
| Lp                                         | Miejsce                                                | Zespół i skład |
| ------------------------------------------ | ------------------------------------------------------ | --- |
| 7: 16 zespołów                             | 2014, 1 do 7 listopada, Abacja (Chorwacja)             | 2014, 1 do 7 listopada, Abacja (Chorwacja)                                                                                  |
| 7: 16 zespołów                             | 1                                                      | Czechy 2 Michal Kopecký, František Králík, Jakub Vojtík, Kamil Žylka                                                        |
| 7: 16 zespołów                             | 2                                                      | Polska 1 Maciej Bielawski, Sławomir Niajko, Piotr Tuczyński, Łukasz Witkowski, Jakub Wojcieszek                             |
| 7: 16 zespołów                             | 3                                                      | Francja 2 Baptiste Combescure, Alexandre Kilani, Clément Laloubeyre, Aymeric Lebatteux                                      |
| 7: 16 zespołów                             | 4                                                      | Polska 2 Piotr Marcinowski, Rafał Marks, Mateusz Sobczak, Paweł Szymaszczyk                                                 |
| 6: 17 zespołów                             | 2012, 10 do 15 lipca, Reims (Francja)                  | 2012, 10 do 15 lipca, Reims (Francja)                                                                                       |
| 6: 17 zespołów                             | 1                                                      | Polska 1 Maciej Bielawski, Bartłomiej Igła, Paweł Jassem, Piotr Tuczyński, Jakub Wojcieszek, Piotr Zatorski                 |
| 6: 17 zespołów                             | 2                                                      | Czechy Michal Kopecký, Lukáš Barnet, František Králík, Milan Macura                                                         |
| 6: 17 zespołów                             | 3                                                      | Polska 2 Piotr Butryn, Piotr Nawrocki, Natalia Sakowska, Jan Sikora                                                         |
| 6: 17 zespołów                             |                                                        | |
| 5: 14 zespołów                             | 2010, 2 do 10 sierpnia, Kaohsiung (Tajwan)             | 2010, 2 do 10 sierpnia, Kaohsiung (Tajwan)                                                                                  |
| 5: 14 zespołów                             | 1                                                      | Polska Wojciech Gaweł, Jacek Kalita, Michał Nowosadzki, Jan Sikora, Piotr Wiankowski, Piotr Zatorski                        |
| 5: 14 zespołów                             | 2                                                      | Francja Thibault Coudert, Christophe Grosset, Alexandre Kilani, Aymeric Lebatteux, Cédric Lorenzini, Simon Poulat           |
| 5: 14 zespołów                             | 3                                                      | Izrael Eran Assaraf, Ori Assaraf, Gilad Ofir, Ron Schwartz                                                                  |
| 4: 21 zespołów                             | 2008, 2 do 9 września, Łódź, (Polska)                  | 2008, 2 do 9 września, Łódź, (Polska)                                                                                       |
| 4: 21 zespołów                             | 1                                                      | Holandia A Meike Wortel, Marion Michielsen, Bob Drijver, Merijn Groenenboom, Danny Molenaar, Tim Verbeek                    |
| 4: 21 zespołów                             | 2                                                      | Polska A Jacek Kalita, Jan Sikora, Piotr Wiankowski, Michał Nowosadzki, Piotr Nawrocki, Krzysztof Kotorowicz                |
| 4: 21 zespołów                             | 3                                                      | Norwegia A Steffen Fredrik Simonsen, Lars Arthur Johansen, Erlend Skjetne, Håkon Bogen, Daniel Ueland                       |
| 4: 21 zespołów                             | 4                                                      | Polska B Piotr Butryn, Wojciech Gaweł, Joanna Krawczyk, Natalia Sakowska, Artur Wasiak, Piotr Zatorski                      |
| 3: 27 zespołów                             | 2006, 21 do 27 października, Tianjin, (Chiny)          | 2006, 21 do 27 października, Tianjin, (Chiny)                                                                               |
| 3: 27 zespołów                             | 1                                                      | Chiny A Jin Jing, Li Xin, Liu Jing, Liu Shu, Liu Yan, Wang Yan                                                              |
| 3: 27 zespołów                             | 2                                                      | USA John William Barth, Jason Feldman, Ari David Greenberg Jr., Joel Wooldridge                                             |
| 3: 27 zespołów                             | 3                                                      | Polska B Przemysław Janiszewski, Jakub Kasprzak, Piotr Mądry, Michał Nowosadzki, Przemysław Piotrowski, Piotr Wiankowski    |
| 3: 27 zespołów                             | 6                                                      | Polska A Konrad Araszkiewicz, Krzysztof Buras, Jacek Kalita, Krzysztof Kotorowicz, Piotr Nawrocki, Jan Sikora               |
| 2: 15 zespołów                             | 2004, 30 października do 6 listopada, Stambuł (Turcja) | 2004, 30 października do 6 listopada, Stambuł (Turcja)                                                                      |
| 2: 15 zespołów                             | 1                                                      | Polska Krzysztof Buras, Jacek Kalita, Krzysztof Kotorowicz, Piotr Mądry, Grzegorz Narkiewicz, Wojciech Strzemecki           |
| 2: 15 zespołów                             | 2                                                      | Belgia Alon Amsel, Steven De Donder, Daniel De Roos, Steve De Roos                                                          |
| 2: 15 zespołów                             | 3                                                      | USA Charlie Garrod, Marc Glickman, Ari David Greenberg Jr., John Kranyak, Joon Pahk, Noble Shore                            |
| 1B: 13 zespołów                            | 2002, 4 do 13 sierpnia, Brugia (Belgia)                | 2002, 4 do 13 sierpnia, Brugia (Belgia)                                                                                     |
| 1B: 13 zespołów                            | 1                                                      | Dania Michael Askgaard, Gregers Bjarnarson, Anders Hagen, Kasper Konow                                                      |
| 1B: 13 zespołów                            | 2                                                      | Włochy Fabio Lo Presti, Francesco Nicolodi, Stefano Uccello, Matteo Sbarigia                                                |
| 1B: 13 zespołów                            | 3                                                      | Holandia Bas Drijver, Niek Brink, Bart Hoekstra, Maarten Schollaardt                                                        |
| 1B: 13 zespołów                            | 4                                                      | Polska Krzysztof Buras, Jakub Kotorowicz, Krzysztof Kotorowicz, Piotr Lutostański, Grzegorz Narkiewicz, Wojciech Strzemecki |
| 1M: 24 zespoły                             | 2000, 26 sierpnia do 2 września, Maastricht (Holandia) | 2000, 26 sierpnia do 2 września, Maastricht (Holandia)                                                                      |
| 1M: 24 zespoły                             | 1                                                      | Austria Andreas Gloyer, Arno Lindermann, Bernd Saurer, Martin Schifko                                                       |
| 1M: 24 zespoły                             | 2                                                      | Włochy Mario D'Avossa, Bernardo Biondo, Stelio Di Bello, Ruggiero Guariglia, Riccardo Intonti, Matteo Mallardi              |
| 1M: 24 zespoły                             | 3                                                      | Dania Michael Askgaard, Gregers Bjarnarson, Anders Hagen, Kasper Konow                                                      |
| 1M: 24 zespoły                             | 8                                                      | Polska Dominik Filipowicz, Piotr Kołuda, Piotr Kucharski, Piotr Lutostański, Jacek Marciniak, Adam Skalski                  |